# John Bumstead
John Bumstead (Londres, Inglaterra, 27 de noviembre de 1958) es un exfutbolista inglés que se desempeñó como centrocampista en clubes como el Chelsea FC y el Charlton Athletic.

## Clubes
| Club              | País       | Año         |
| ----------------- | ---------- | ----------- |
| Chelsea FC        | Inglaterra | 1976 - 1991 |
| Charlton Athletic | Inglaterra | 1991 - 1993 |

## Palmarés

### Campeonatos nacionales
| Título           | Club       | País       | Año     |
| ---------------- | ---------- | ---------- | ------- |
| Second Division  | Chelsea FC | Inglaterra | 1983-84 |
| Full Members Cup | Chelsea FC | Inglaterra | 1985-86 |
| Second Division  | Chelsea FC | Inglaterra | 1988-89 |
| Full Members Cup | Chelsea FC | Inglaterra | 1989-90 |